# 5x5=25
5x5=25 est le titre d'une exposition d’art moderne qui s’est tenue en septembre-octobre 1921 à Moscou. Les artistes exposants étaient proches du constructivisme et du productivisme.
Les cinq artistes présentés étaient Alexandra Exter, Lioubov Popova, Alexandre Rodtchenko, Varvara Stepanova et Alexandre Vesnine. Ils présentèrent des travaux néoplastiques en n'utilisant que des matériaux de base tels que le bois, le fer, etc. Ces artistes, qui rejetaient les formes expressionnistes de la peinture courante de l'époque, ont opté pour un art dit mécanique et non figuratif (comme Malevitch). Ils prétendaient représenter la « fin » ou la « mort » de l’art,,.  
Rodtchenko y présenta trois toiles monochromes : Couleur rouge pure, Couleur jaune pure, Couleur bleue pure. Il estimait atteindre ici l’achèvement de ses recherches formelles au sein du constructivisme, et il déclara donc avoir démontré la « fin de la peinture ». La suite de son travail artistique se tourna vers la photographie.
Varvara Stepanova exposa des compositions basées sur une analyse mécanique et géométrique du visage. 